# Hohenpolding
Hohenpolding è un comune tedesco di 1 463 abitanti, situato nel land della Baviera.